# Abiy Ahmed
Abiy Ahmed Ali (amhariska: አብይ አህመድ አሊ, oromo: Abiyyi Ahimad Alii), född 15 augusti 1976 i Beshasha i dåvarande provinsen Kaffa (i nuvarande Oromia), är en etiopisk politiker som sedan 2 april 2018 är Etiopiens premiärminister. Han är ordförande för den styrande koalitionen Etiopiska folkets revolutionära demokratiska front (EPRDF) samt för partiet Oromofolkets demokratiska organisation (OPDO). 
År 2019 tilldelades Abiy Ahmed Nobels fredspris med motiveringen "för sitt arbete för att uppnå fred och internationellt samarbete, och särskilt för sitt avgörande initiativ för att lösa gränskonflikten med grannlandet  Eritrea". I oktober 2021 svors Abiy Ahmed officiellt in för en andra femårsperiod.

## Bakgrund
Abiy Ahmed är född utanför Agaro i Oromia. Hans avlidne far var muslim och hörde till den etniska gruppen Oromo och hans avlidna mor ortodox kristen och hörde till Amhara. Själv tillhör Abiy Ahmed och flera av hans nära allierade den etiopiska pingströrelsen. Enligt forskaren Jörg Haustein har han en stark tro och menar sig göra "Guds verk" när han sluter fredsavtal.
I slutet av 1980-talet gick han med i Oromo People's Democratic Organisation (OPDO). Som tonåring under 1990-talet stred han mot den marxistiska Dergen. Han har en examen i fred och säkerhet från Addis Ababa University och en examen i ledarskap från University of Greenwich i London. Abiy Ahmed talar flytande afan oromo, amhariska och tigrinska, samt engelska.

## Karriär
År 1995 tjänstgjorde Abiy Ahmed i FN:s fredsbevarande styrkor i Rwanda. Han har tjänstgjort i den etiopiska militären som överstelöjtnant. 2007 grundade han Etiopiens informationsnätverk- och säkerhetsbyrå med ansvar för cybersäkerhet (INSA) och var även dess ledare. Han var även styrelseledamot i Ethio Telecom.
År 2010 gav sig Abiy Ahmed in i politiken och 2016 utsågs han till Etiopiens minister för forskning och teknologi. Han är ledare för det politiska partiet Oromo People's Democratic Organisation (OPDO), som är ett av fyra partier som tillsammans bildar koalitionen Etiopiska folkets revolutionära demokratiska front (EPRDF).

### Premiärminister
Abiy Ahmed var med sina 41 år Afrikas yngste ledare när han tillträdde som Etiopiens premiärminister i april 2018. Han är landets första ledare från folkgruppen Oromo.
Abiy Ahmed anses vara var arkitekten bakom det fredsavtal som tecknades mellan Etiopien och Eritrea i juli 2018. Länderna hade då under 20 år legat i en infekterad gränstvist och under sommaren 2018 inleddes en fredsdialog i syfte att normalisera relationerna och ett fredsavtal slöts. Under Abiy Ahmeds ledning slöts det även fred mellan oppositionsgrupper som ONLF, OLF och G7-gruppen. Han har bett om ursäkt för de övergrepp som hans eget parti EPRDF utfört mot den egna befolkningen.
Abiy Ahmeds regering har i snabb takt benådat mer än 7 000 politiska fångar och den lag som tidigare förbjudit civilsamhället att jobba för mänskliga rättigheter har hävts.
I november 2020 utbröt väpnad konflikt i Etiopien efter att Abiy Ahmed skickat trupper för att ta kontroll över provinsen Tigray som var på väg att bryta sig loss från Etiopien. Han anklagade det regionala styret, Tigray People's Liberation Front (TPLF), för att ligga bakom en dödlig attack mot en militärbas. I november 2021 hade TPLF nått utkanten av Debre Sina 20 mil nordost om Addis Abeba, och Abiy Ahmed begav sig frontlinjen för att själv leda sina trupper i strid. Under krigets gång har diskriminering och förföljelser av tigreaner ökat i landet.

## Privatliv
Abiy Ahmed är gift med Zinash Tayachew och tillsammans har paret tre döttrar och en adopterad son.